# Zakliczyn (gromada w powiecie brzeskim)
Zakliczyn – dawna gromada, czyli najmniejsza jednostka podziału terytorialnego Polskiej Rzeczypospolitej Ludowej w latach 1954–1972.
Gromady, z gromadzkimi radami narodowymi (GRN) jako organami władzy najniższego stopnia na wsi, funkcjonowały od reformy reorganizującej administrację wiejską przeprowadzonej jesienią 1954 do momentu ich zniesienia z dniem 1 stycznia 1973, tym samym wypierając organizację gminną w latach 1954–1972.
Gromadę Zakliczyn z siedzibą GRN w Zakliczynie (wówczas wsi) utworzono – jako jedną z 8759 gromad na obszarze Polski – w powiecie brzeskim w woj. krakowskim, na mocy uchwały nr 19/IV/54 WRN w Krakowie z dnia 6 października 1954. W skład jednostki weszły obszary dotychczasowych gromad Zakliczyn, Kończyska, Lusławice i Faściszowa oraz południowa część dotychczasowej gromady Roztoka (położona na prawym brzegu rzeki Dunajec) ze zniesionej gminy Zakliczyn w powiecie brzeskim, a także obszar dotychczasowej gromady Wróblowice ze zniesionej gminy Gromnik w powiecie tarnowskim. Dla gromady ustalono 27 członków gromadzkiej rady narodowej.
31 grudnia 1959 do gromady Zakliczyn przyłączono obszary zniesionych gromad Wesołów i Zdonia.
31 grudnia 1961 do gromady Zakliczyn przyłączono wsie Filipowice i Ruda Kameralna ze zniesionej gromady Filipowice.
Gromada przetrwała do końca 1972 roku, czyli do kolejnej reformy gminnej. 1 stycznia 1973 reaktywowano gminę Zakliczyn.